# Fire Emblem: Shadow Dragon and the Blade of Light
Fire Emblem: Shadow Dragon and the Blade of Light (ファイアーエムブレム 暗黒竜と光の剣, Faiā Emuburemu: Ankoku Ryū to Hikari no Tsurugi) é um jogo eletrônico de RPG de estratégia desenvolvido pela Intelligent Systems e a Nintendo Research & Development 1 e publicado pela Nintendo. É o primeiro título da série Fire Emblem e foi lançado exclusivamente no Japão para o Family Computer em 20 de abril de 1990. Sua história segue a jornada do príncipe Marth para reconquistar seu trono que foi tomado pelo maligno feiticeiro Gharnef e seu mestre, o dragão Medeus. A jogabilidade envolve batalhas táticas por rodadas que ocorrem em diferentes mapas divididos em grades, com unidades derrotadas estando sujeitas a morte permanente.
O desenvolvimento de Shadow Dragon and the Blade of Light começou em 1987, tendo sido concebido pelo roteirista e projetista Shouzou Kaga. Seu desejo era combinar os elementos estratégicos de Famicom Wars com os personagens e histórias de um RPG eletrônico. Keisuke Terasaki foi o diretor e Gunpei Yokoi o produtor, com a trilha sonora tendo sido composta por Yuka Tsujiyoko e Hirokazu Tanaka. A escala do jogo forçou a equipe a encontrar modos de resolver os problemas de memória, forçando alterações nos gráficos e narrativa. A recepção crítica e comercial foi inicialmente morna, porém o título acabou se tornando popular e iniciou a franquia. Ele foi posteriormente creditado com um dos fatores na popularização geral do gênero de RPG de estratégia.

## Jogabilidade

A jogabilidade de Fire Emblem: Shadow Dragon and the Blade of Light, mostrando o exército do jogador

Fire Emblem: Shadow Dragon and the Blade of Light é um RPG eletrônico de estratégia em que os jogadores assumem o controle de um exército cada vez maior. O jogo progride de forma linear, com os mapas sendo desbloqueados e jogados a medida que a narrativa avança. Cada personagem jogável é designado com uma classe única que desempenha várias funções em batalha, como estar montado em um cavalo ou ter acesso a magia. A classe de uma unidade afeta o alcance de seus movimentos e força no campo de batalha; unidades montadas ou voadoras tem maior mobilidade, arqueiros tem melhor ataque à distância, enquanto personagens bem protegidos são mais resistentes. Cada personagem tem uma classe pré-determinada e, cada vez que uma unidade melhora seus níveis de experiência, todas as suas estatísticas aumentam randomicamente. No total, 25 personagens podem ser recrutados no decorrer do jogo, com 21 classes disponíveis para a maioria dos personagens, com exceção do protagonista Marth.
As batalhas usam um sistema de combate por turnos, com um número limitado de unidades participando em cada turno e movendo-se por um campo de batalha dividido em grade. As batalhas são vencidas quando o jogador derrota unidades importantes do inimigo, como comandantes ou outros chefões. O jogo faz a transição para uma arena de batalha dedicada em que o combate ocorre. Cada ação rende pontos de experiência, com o personagem subindo de nível depois de ganhar mais de cem pontos; sua saúde e estatísticas sobem randomicamente. Cidades e vendedores secretos podem ser acessados, onde itens como poções de cura, armas e armaduras podem ser compradas. Armas e armaduras são específicas para diferentes personagens, com cada arma tendo um período de vida antes de alcançar seu limite e quebrar. Dinheiro é limitado a certos eventos pré-determinados ou apostados em arenas. Caso um personagem seja derrotado em combate, estão sujeitos a morte permanente, removendo-os de missões futuras e do resto da narrativa. O jogo termina caso Marth seja derrotado.

## Enredo
Há muito tempo, o continente de Archanea foi invadido pelo Império Dolhr, liderado pelo dragão sombrio Medeus. O jovem Anri de Altea derrotou o dragão usando a espada divina Falchion. O Reino de Archanea foi restaurado e o mundo entrou em uma era de paz. Entretanto, Medeus é ressuscitado cem anos depois pelo feiticeiro Gharnef, que conquistou o estado-mago de Khadein. Os dois formam uma aliança com os reinos de Macedon e Grust com o objetivo de conquistar o mundo. O rei Cornelius de Altea, descendente de Anri, empunha a Falchion e parte para batalha, deixando seus filhos Marth e Elice em um bastião aos cuidados do Reino de Gra. Entretanto, Gra trai Altea e Cornelius é morto, com a Falchion sendo roubada. Elice fica para trás para que Marth consiga escapar. Ele refugia-se na nação insular de Talys junto com um pequeno grupo de cavaleiros.
Vários anos depois, Marth consegue repelir uma invasão pirata em Talys, fazendo o rei concluir que ele está pronto para enfrentar Dolhr; Marth parte acompanhado de um pequeno exército Leal e da princesa Caeda, filha do rei. Marth começa libertando o Reino de Aurelis e consegue a ajuda do duque Hardin, irmão do jovem rei local, e seu séquito. Ele então encontra a princesa Nyna, a última sobrevivente da família rea archaneana e líder da resistência contra Dolhr. Ela o presenteia com um Emblema do Fogo, um tesouro lendário dado ao herói que salvará o mundo. Os dois marcham para Archanea e a libertam do domínio de Grust. Marth retoma Altea depois de uma breve incursão em Khadein à procura da Falchion. Ele descobre que sua mãe foi morta na invasão e que Gharnef está mantendo Elice como prisioneira. Marth então enfrenta Grust e seu general Camus, que havia anteriormente resgatado Nyna da execução nas mãos de Dolhr; ele escolhe manter sua honra como cavaleiro de Grust, forçando Marth a derrotá-lo em batalha.
Marth é contatado pelo sábio Gotoh, que lhe informa que Gharnef está de posse do tomo Imhullu, tornando-o invencível; a única coisa capaz de derrotá-lo é a mágica de Starlight. Gotoh envia Marth para o Templo de Raman com o objetivo de encontrar os materiais necessários para a criação da Starlight. Marth em seguida invade Macedon e depõe o tirânico rei Michalis com a ajuda da irmã deste, Minerva. Gotoh reforja a Starlight e Marth invade Khadein novamente, derrota Gharnef, retoma a Falchion e resgata Elice. Marth então invade Dolhr, derrotando Medeus e trazendo a paz de volta ao mundo. Caso Caeda tenha sobrevivido ao jogo, ela e Marth declaram seu amor um pelo outro.

## Desenvolvimento
Fire Emblem: Shadow Dragon and the Blade of Light foi co-desenvolvido pela Intelligent Systems e Nintendo Research & Development 1. Ele começou depois da Intelligent Systems ter se afastado da produção equipamentos para o Family Computer em favor da criação daquilo que chamaram de "jogos de simulação". Foi dirigido por Keisuke Terasaki e produzido por Gunpei Yokoi. O conceito inicial foi criado por Shozou Kaga, que também trabalhou como roteirista e projetista. Os gráficos e artes dos personagens foram feitos por Tohru Ohsawa, Naotaka Ohnishi, Satoshi Machida e Toshitaka Muramatsu. A trilha sonora foi composta por Yuka Tsujiyoko, com orientação técnica de Hirokazu Tanaka. Tsujiyoko foi envolvida porque era a única compositora empregada na época pela Intelligent Systems, tendo depois se tornado uma colaboradora recorrente na franquia. A equipe inicial de desenvolvimento não era muito grande e vários membros realizaram diferentes tarefas.
O desenvolvimento conceitual começou em 1987, três anos antes de seu lançamento. O conceito foi estabelecido depois da finalização de Famicom Wars, pois a equipe queria se distanciar da ambientação de guerra do título e criar uma experiência RPG. O projeto foi proposto por Kaga para a Nintendo por meio de um documento de projeto. Este incluía vários elementos básicos, incluindo a história, protagonista e mecânicas de jogabilidade. O projeto nessa etapa era chamado "Battle Fantasy Fire Emblem". A Intelligent Systems nunca considerou o jogo como um produto comercial, tendo sido definido por Kaga como um projeto dōjin que foi feito por um capricho. Ele se esforçou para evitar enfatizar estatísticas e outros dados numéricos, com o objetivo de deixar o título mais acessível para um público maior. O gênero escolhido necessitava de grande uso da memória do cartucho do Family Computer. Shadow Dragon and the Blade of Light excedeu esses limites, assim a equipe utilizou parte da memória dedicada ao salvamento de dados para contornar as limitações. Eles, com a ajuda da Nintendo, criaram um novo chip para o cartucho que conseguia processar e exibir textos em japonês.
Kaga queria criar uma história que fizesse o jogador se importar com os personagens de maneira semelhante ao que ocorria com RPGs eletrônicos. Segundo ele, RPGs costumavam ter narrativas fortes com protagonistas limitados, enquanto títulos táticos possuíam vários personagens inseridos dentro de histórias fracas. Fire Emblem assim surgiu como sua solução, que combinava os dois gêneros com o objetivo de criar uma experiência de jogabilidade com personagens interessantes. A falta de destaque em um personagem único foi intencional, a ponto que até mesmo Marth não foi considerado por Kaga como o protagonista. A ambientação e os personagens foram influenciados pela mitologia greco-romana. Havia dois dragões nos primeiros rascunhos da história que atuavam como chefões: o Dragão da Terra Gaia e o Dragão da Água Netuno. O segundo foi descartado por limitações do console, mas o primeiro evoluiu e se tornou Medeus. O "Emblema do Fogo" do título aparece pela primeira vez em sua forma mais reconhecível como um escudo com poderes místicos. O nome do artefato fazia referência à guerra e o poder dos dragões, que formaria uma parte importante de títulos futuros da série. O uso de uma abordagem narrativa tão ampla era uma raridade em jogos do Family Computer, que ainda estava cheio de problemas de armazenamento de memória. Várias outras histórias foram planejadas por Kaga a fim de aliviar a sensação linear da campanha, porém elas não puderam ser implementadas.
O plano inicial era criar cenas gráficas de destaque para momentos importantes da história, similar ao que ocorria em jogos para computadores da época. Dentre as cenas planejadas estava uma de Marth ajoelhando-se próximo ao personagem de Jagen em uma poça de sangue, com os dois personagens depois escapando de uma emboscada. A equipe, para tentar acomodar esses gráficos mais avançados, decidiu usar o chip de memória MMC3. O uso do MMC3 foi influenciado pelas dificuldades de espaço de memória que a Intelligent Systems passou durante o desenvolvimento de Famicom Wars. Os desenvolvedores acabaram descobrindo que o chip tinha apenas uma memória de um megabyte, assim eles foram forçados a otimizar os gráficos e visuais, o que resultou no corte das cenas gráficas. A enfase reduzida nos gráficos fez com que Shadow Dragon and the Blade of Light fosse pouco chamativo visualmente, algo que deixou Kaga e outros membros da equipe frustrados.

## Lançamento
O jogo foi chamado, durante sua divulgação, de Honō no Monshō (炎の紋章), e também usou conceitos narrativos e de personagens que não apareceram no produto final. Os gráficos também foram alterados daqueles vistos na campanha de divulgação, algo que foi particularmente notável na mudança da cor e estilo do cabelo de Marth. O título foi divulgado na televisão com um comercial com atores reais, que incluía também uma versão do tema musical de Fire Emblem. As filmagens do comercial foram difíceis: os atores superaqueceram dentro dos trajes pesados e a iluminação e os efeitos sonoros assustaram o cavalo empregado na cena. Foram necessárias vinte tomadas para fazer o comercial. Shadow Dragon and the Blade of Light estreou apenas no Japão em 20 de abril de 1990. Conversões futuras foram lançadas por meio do serviço Virtual Console da Nintendo: em 20 de outubro de 2009 para Wii, 1º de agosto de 2012 para Nintendo 3DS e 4 de junho de 2014 para Wii U. O jogo também foi disponibilizado para assinantes do Nintendo Switch Online no Japão e Hong Kong a partir de 13 de março de 2019. Em 4 de dezembro de 2020 foi lançado por um tempo limitado na América do Norte, Europa e Oceania, a primeira vez em que foi oficialmente localizado em inglês. Foi retirado da Nintendo eShop em 31 de março de 2021.

## Recepção
Segundo Kaga, Shadow Dragon and the Blade of Light foi muito criticado por publicações japonesas depois de ser lançado, com jornalistas comentando que o título era difícil de entender e possuía gráficos ruins, consequentemente lhe dando notas baixas. Por outro lado, a opinião popular foi bem mais positiva: uma pesquisa realizada na época pela revista Family Computer Magazine deu ao jogo uma nota 23,48 de um total de trinta. As vendas foram baixas no decorrer dos dois primeiros meses pós-lançamento, porém melhoraram depois de boca a boca positivos. Kaga falou que um jornalista de destaque, aproximadamente seis meses depois da estreia, dedicou uma coluna na revista Famitsu ao jogo, o que fez com que as vendas subissem. Ele já tinha vendido pouco mais de 329 mil unidades até 2002, sendo o terceiro título mais vendido da série.

### Legado
Shadow Dragon and the Blade of Light mostrou-se um sucesso grande o bastante para que uma sequência fosse encomendada. Esta tornaria-se Fire Emblem Gaiden, que foi lançado em 1992. O jogo foi parcialmente refeito como parte de Fire Emblem: Mystery of the Emblem de 1994, que também continuava a história de Marth. Uma recriação para o Nintendo DS foi depois desenvolvida, sendo lançada em 2008 sob o nome de Fire Emblem: Shadow Dragon, fazendo desta a primeira vez que o conteúdo de Shadow Dragon and the Blade of Light foi disponibilizado fora do Japão. A ambientação de Archanea foi depois usada em Fire Emblem: Awakening em 2012. O título foi oficialmente localizado e lançado fora do Japão pela primeira vez em 4 de dezembro de 2020 para o Nintendo Switch em celebração do aniversário de trinta anos da franquia, possuindo melhorias gerais como a habilidade de adiantar e rebobinar pelos turnos e a capacidade de criar pontos de salvamento no meio da jogabilidade.
O título não apenas lançou a série Fire Emblem, mas também foi considerado o motivo da popularização dos RPGs de estratégia no Japão. Dessa forma, foi creditado por ter indiretamente influenciado outros jogos notáveis do gênero, incluindo Tactics Ogre: Let Us Cling Together, Final Fantasy Tactics e a série Disgaea. As mecânicas básicas de Shadow Dragon and the Blade of Light formariam as bases de quase todos os jogos Fire Emblem seguintes. Além disso, também foi creditado por ter pioneirizado divulgação multimídia por meio de seu comercial com atores reais e prévias em revistas, algo que depois seria utilizado em séries como The Legend of Zelda.